# Crazy Love (はるな愛の曲)
「Crazy Love」（クレイジー・ラブ）は、♥♥♥LOVE♥♥♥（はるな愛）のデビュー・シングル（通算4枚目のシングル）。2010年10月20日にポニーキャニオンから発売された。

## 概要

### ♥♥♥LOVE♥♥♥
♥♥♥LOVE♥♥♥は、はるな愛が「アジアで出会った謎の美女」で「国籍不明のアジア人」という設定で、2010年10月20日にデビューシングル「Crazy Love」を発売してメジャーデビューする。韓国とタイでは楽曲が配信され、台湾ではCDを発売。

## 批評
CDジャーナルは、「ニューハーフ・タレント、はるな愛が謎の美女♥♥♥LOVE♥♥♥をプロデュース（!?）した1stシングル。サウンド・プロデューサーにFace 2 fAKEを起用した本格的なダンス・チューンだ。」と評した。

## 収録内容
CD
1. Crazy Love [04:39]
  - フジテレビ『志村軒』エンディングテーマ
2. あなたのせいで狂いそう [03:22]
3. Crazy Love（Instrumental） [04:38]
4. あなたのせいで狂いそう（Instrumental） [03:21]

DVD
1. Crazy Love（Music Clip）
2. Document of ♥♥♥LOVE♥♥♥